# العلاقات السويدية اللاتفية
العلاقات السويدية اللاتفية هي العلاقات الثنائية التي تجمع بين السويد ولاتفيا.

## مقارنة بين البلدين
هذه مقارنة عامة ومرجعية للدولتين:
| وجه المقارنة                                              | السويد                                                                               | لاتفيا                                             |
| --------------------------------------------------------- | ------------------------------------------------------------------------------------ | -------------------------------------------------- |
| المساحة (كم2)                                             | 450.30 ألف                                                                           | 64.59 ألف                                          |
| عدد السكان (نسمة)                                         | 10.16 مليون                                                                          | 1.93 مليون                                         |
| الكثافة السكانية (ن./كم²)                                 | 22.56                                                                                | 29.88                                              |
| العاصمة                                                   | ستوكهولم                                                                             | ريغا                                               |
| اللغة الرسمية                                             | اللغة السويدية، لغات السامي، اللغة الفنلندية، منكيلي، اللغة الرومنية، اللغة اليديشية | اللغة اللاتفية                                     |
| العملة                                                    | كرونة سويدية                                                                         | يورو، لاتس لاتفي، الروبل اللاتفي ‏، الروبل اللاتفي ‏ |
| الناتج المحلي الإجمالي (بليون دولار)                      | 538.04 مليار                                                                         | 30.26 مليار                                        |
| الناتج المحلي الإجمالي (تعادل القوة الشرائية) بليون دولار | 469.01 مليار                                                                         | 49.24 مليار                                        |
| الناتج المحلي الإجمالي الاسمي للفرد دولار أمريكي          | 50.58 ألف                                                                            | 14.06 ألف                                          |
| الناتج المحلي الإجمالي للفرد دولار أمريكي                 | 45.30 ألف                                                                            | 23.55 ألف                                          |
| مؤشر التنمية البشرية                                      | 0.907                                                                                | 0.819                                              |
| رمز المكالمات الدولي                                      | +46                                                                                  | +371                                               |
| رمز الإنترنت                                              | .se                                                                                  | .lv                                                |
| المنطقة الزمنية                                           | توقيت وسط أوروبا، ت ع م+01:00، ت ع م+02:00، أوروبا/ستوكهولم ‏                         | ت ع م+02:00، ت ع م+03:00، أوروبا/ريغا ‏             |

## مدن متوأمة
في ما يلي قائمة باتفاقيات التوأمة بين مدن سويدية ولاتفية:
- ترتبط Gävle Municipality [الإنجليزية]‏ مع يورمالا باتفاقية توأمة.
- ترتبط Nacka [الإنجليزية]‏ مع يلغافا باتفاقية توأمة منذ 15 أكتوبر 2005.
- ترتبط Norrköping Municipality [الإنجليزية]‏ مع ريغا باتفاقية توأمة.
- ترتبط Region Gotland [الإنجليزية]‏ مع بلدية توكومز باتفاقية توأمة.
- ترتبط إسكيلستونا مع يورمالا باتفاقية توأمة منذ 1961.
- ترتبط Motala Municipality [الإنجليزية]‏ مع داوغافبيلس باتفاقية توأمة.
- ترتبط Oxelösund [الإنجليزية]‏ مع سيغولدا باتفاقية توأمة.
- ترتبط ستوكهولم مع ريغا باتفاقية توأمة.
- ترتبط Hedemora Municipality [الإنجليزية]‏ مع باساكا باتفاقية توأمة.
- ترتبط Bollnäs Municipality [الإنجليزية]‏ مع أوغره باتفاقية توأمة.
- ترتبط نيشوبينغ مع سالاكغريفا باتفاقية توأمة.
- ترتبط Ulricehamn Municipality [الإنجليزية]‏ مع دوبل باتفاقية توأمة.
- ترتبط Finspång [الإنجليزية]‏ مع سالاسبليس باتفاقية توأمة.
- ترتبط Gnesta Municipality [الإنجليزية]‏ مع بلدية سولكراستي باتفاقية توأمة.
- ترتبط بلدية هيلسينجبورج مع ليبايا باتفاقية توأمة منذ 2005.[15][16]
- ترتبط Degerfors Municipality [الإنجليزية]‏ مع Ventspils district [الإنجليزية]‏ باتفاقية توأمة.
- ترتبط Hällefors Municipality [الإنجليزية]‏ مع يلغافا باتفاقية توأمة.
- ترتبط بلدية سوندبيباري مع آلوكسني باتفاقية توأمة.
- ترتبط Motala [الإنجليزية]‏ مع داوغافبيلس باتفاقية توأمة منذ 1 يوليو 1998.
- ترتبط نورشوبينغ مع ريغا باتفاقية توأمة.
- ترتبط Lidingö Municipality [الإنجليزية]‏ مع سالدوس باتفاقية توأمة.
- ترتبط بلدية سولنا مع فالميرا باتفاقية توأمة منذ 1955.[17][17][17][17]
- ترتبط Klippan Municipality [الإنجليزية]‏ مع بلدية ليمباجي باتفاقية توأمة.
- ترتبط Enköping Municipality [الإنجليزية]‏ مع يورمالا باتفاقية توأمة منذ 1961.[18][18][18][18]
- ترتبط Bengtsfors Municipality [الإنجليزية]‏ مع كولديغا باتفاقية توأمة.
- ترتبط Ängelholm Municipality [الإنجليزية]‏ مع دوبل باتفاقية توأمة.
- ترتبط Nynäshamn Municipality [الإنجليزية]‏ مع ليبايا باتفاقية توأمة منذ 1990.[15]
- ترتبط Lerum Municipality [الإنجليزية]‏ مع بلدية بالدون باتفاقية توأمة منذ 2007.
- ترتبط Tyresö Municipality [الإنجليزية]‏ مع سسيس باتفاقية توأمة منذ 2008.
- ترتبط Hällefors [الإنجليزية]‏ مع يلغافا باتفاقية توأمة منذ 2004.
- ترتبط Västervik Municipality [الإنجليزية]‏ مع فينتسبيلس باتفاقية توأمة.
- ترتبط بلدية أونيه [الإنجليزية]‏ مع أوغره باتفاقية توأمة منذ 1996.
- ترتبط Karlskoga Municipality [الإنجليزية]‏ مع أولاين [الإنجليزية]‏ باتفاقية توأمة منذ 1963.
- ترتبط بلدية فالشوبنغ مع بلدية سيغولدا باتفاقية توأمة منذ 2004.[19]
- ترتبط Karlskrona Municipality [الإنجليزية]‏ مع آيزيبوتي باتفاقية توأمة منذ 1989.[20][20][21][21]

## منظمات دولية مشتركة
يشترك البلدان في عضوية مجموعة من المنظمات الدولية، منها:
| علم المنظمة | اسم المنظمة                               | تاريخ انضمام السويد | تاريخ انضمام لاتفيا |
| ----------- | ----------------------------------------- | ------------------- | ------------------- |
|             | الاتحاد الأوروبي                          | 1995                | 1 مايو 2004         |
|             | وكالة ضمان الاستثمار متعدد الأطراف        | 12 أبريل 1988       | 21 أغسطس 1998       |
|             | منظمة التعاون الاقتصادي والتنمية          | ?                   | 16 يونيو 2016       |
|             | الأمم المتحدة                             | 19 نوفمبر 1946      | 17 سبتمبر 1991      |
|             | الفريق المعني برصد الأرض                  | ?                   | ?                   |
|             | مركز تنسيق الحركة في أوروبا ‏              | ?                   | ?                   |
|             | Nordic Battlegroup ‏                       | ?                   | ?                   |
|             | منظمة حظر الأسلحة الكيميائية              | ?                   | ?                   |
|             | منظمة التجارة العالمية                    | 1995                | 1999                |
|             | منظمة الشرطة الجنائية الدولية             | ?                   | ?                   |
|             | مجلس دول بحر البلطيق                      | ?                   | ?                   |
|             | منظمة الأمن والتعاون في أوروبا            | 25 يونيو 1973       | 10 سبتمبر 1991      |
|             | مؤسسة التنمية الدولية                     | 24 سبتمبر 1960      | 11 أغسطس 1992       |
|             | يونسكو                                    | 23 يناير 1950       | 9 يوليو 1951        |
|             | مجلس أوروبا                               | ?                   | ?                   |
|             | الاتحاد البريدي العالمي                   | ?                   | ?                   |
|             | البنك الدولي للإنشاء والتعمير             | 31 أغسطس 1951       | 11 أغسطس 1992       |
|             | اتفاقية السماوات المفتوحة                 | ?                   | ?                   |
|             | المنظمة الهيدروغرافية الدولية             | ?                   | ?                   |
|             | الاتحاد الدولي للاتصالات                  | 1866                | 11 ديسمبر 1921      |
|             | مؤسسة التمويل الدولية                     | 20 يوليو 1956       | 29 سبتمبر 1993      |
|             | المنظمة الأوروبية لسلامة الملاحة الجوية   | 1995                | 2011                |
|             | المركز الدولي لتسوية المنازعات الاستشارية | 28 يناير 1967       | 7 سبتمبر 1997       |
|             | مجموعة أستراليا                           | 1991                | 2004                |
|             | مجموعة الموردين النوويين                  | ?                   | ?                   |

## وصلات خارجية
- موقع وزارة الخارجية السويدية
- موقع وزارة الخارجية اللاتفية